# Ulnowo (powiat ostródzki)
Ulnowo (niem. Faulen) – wieś w Polsce, położona w województwie warmińsko-mazurskim, w powiecie ostródzkim, w gminie Grunwald, nad Jeziorem Lubiańskim.

## Historia
W czasach krzyżackich wieś pojawia się w dokumentach w roku 1321, podlegała pod komturię w Dąbrównie, były to dobra rycerskie o powierzchni 60 włók. 15 lipca 1410 r. nieopodal miejscowości rozegrała się bitwa pod Grunwaldem. Słowa Długosza o Jeziorze Lubiańskim, wymienionym jako punkt orientacyjny, wskazują, że namiot kapliczny Jagiełły umieszczono w bezpośrednim sąsiedztwie tegoż jeziora, które z odległości nieco dalszej jest już zupełnie, lub niemal zupełnie niewidoczne. Obóz polski został rozbity na południowo-wschodnim brzegu jeziora, obok Ulnowa, litewsko-ruski i tatarski na północ od obozu polskiego, a namiot królewski, kaplicę polową i namioty dostojników z otoczenia króla ustawiono na południowo-zachodnim brzegu jeziora. W odległości ok. 3,5 km na północny zachód od miejsca, gdzie stał namiot królewski, za widniejącymi w oddali wzgórzami, znajdują się pola Grunwaldu.
W latach 1946–1975 miejscowość administracyjnie należała do tzw. dużego województwa olsztyńskiego, a w latach 1975–1998 do tzw. małego województwa olsztyńskiego.